# Max Leroy Mésidor
Max Leroy Mésidor (ur. 6 stycznia 1962 w Saint-Marc) – haitański duchowny katolicki, arcybiskup Port-au-Prince od 2017. 

## Życiorys
Święcenia kapłańskie otrzymał 10 stycznia 1988 i został inkardynowany do diecezji Les Gonaïves. Pracował przede wszystkim jako duszpasterz parafialny, a od 2008 był też wikariuszem generalnym diecezji.
9 czerwca 2012 został mianowany biskupem ordynariuszem diecezji Fort-Liberté. Sakry biskupiej udzielił mu 28 lipca 2012 abp Bernardito Auza.
1 listopada 2013 Franciszek mianował go arcybiskupem koadiutorem Cap-Haïtien. Rządy w archidiecezji objął 15 listopada 2014 po przejściu na emeryturę poprzednika.
7 października 2017 został mianowany arcybiskupem metropolitą Port-au-Prince.